# Al-Mina'a Sport Club
Al-Mina'a Sport Club (em árabe : نادي الميناء الرياضي , lit.  Port Sports Club) é um clube multiesportivo iraquiano sediado em Al-Maqal, Baçorá, que participa da Premier League, a primeira divisão do futebol iraquiano. Eles são um dos clubes mais populares no Iraque, particularmente no sul, e foram o primeiro clube de fora de Bagdá a vencer a Premier League do Iraque.

## História
Al-Mina'a foi fundada em 22 de novembro de 1931, em Al-Maqal. Em 1974, o clube foi fundido com outro clube chamado Al-Bareed para formar um único clube chamado Al-Muwasalat, e foi uma situação estranha, porque a equipe Al-Bareed estava baseada em Bagdá, enquanto Al-Mina'a ficava em Baçorá, e as duas equipes se encontraram em Bagdá apenas no dia do jogo, então após apenas uma temporada o clube foi dissolvido e Al-Mina'a retornou em seu lugar. Em 1978, o time ganhou o título da liga pela primeira vez. Após um período limitado nos anos do pós- guerra, a equipe terminou em segundo no campeonato na temporada 2004-05 e, portanto, se classificou para a Liga dos Campeões da AFC de 2006, tornando-se o primeiro clube iraquiano de fora de Bagdá a jogar neste torneio .

## Títulos
Iraque Premier League: 1 (1978)
 Iraque Divisão Um: 2 (1987 e 1990)

## Treinadores
| - Hansen (1960–65) - Mohammad Menther (1965–66) - Abdul Salam Saud (1966–67) - Mohammad Menther (1967–68) - Abdul Salam Saud (1968–70) - Hadi Hassan Wasfi (1970–71) - Hamza Qasim (1971–74) - Najem Abdulla (1974–76) - Faleh Hassan Wasfi (1976–77) - Jamil Hanoon (1977–78) - Sabeeh Abed Ali (1978–79) - Abdul Razzak Ahmed (1979–80) | - Jamil Hanoon (1980–83) - Abdul Razzak Ahmed (1983–84) - Rahim Karim (1984–87) - Abdul Razzak Ahmed (1987–88) - Hadi Ahmed (1988–92) - Sabeeh Hussein (1992–94) - Hadi Ahmed (1994-02) - Aqeel Hato (2002–04) - Abdul Karim Jassim (2004–05) - Aqeel Hato (2005–06) - Asaad Abdul Razzak (2006–08) - Adel Nasser (2008–2011) | - Younis Al Qattan (2011) - Rahim Hameed (2012) - Aqeel Hato (2012) - Ghazi Fahad (2013) - Asaad Abdul Razzak (2013) - Jamal Ali (2013) - Ammar Hussein* (2014) - Hassan Mawla* (2014) - Asaad Abdul Razzak (2014) - Hussam Al Sayed (2015–16) - Marin Ion (2016–present) |